# Albstadt
Albstadt (phát âm tiếng Đức: [ˈalpʃtat]) là một thành phố ở huyện Zollernalb ở bang Baden-Württemberg, thuộc nước Đức. Đô thị này có diện tích 134,41 km², dân số thời điểm 31 tháng 12 năm 2006 là 46.417 người. Đô thị này toạ lạc ở dãy núi Swabian Alb, khoảng trung độ giữa Stuttgart và hồ Constance. Albstadt là thành phố lớn nhất huyện.
Các khu ngoại ô:
- Burgfelden
- Ebingen
- Laufen (Albstadt)
- Lautlingen (Albstadt)
- Margrethausen
- Onstmettingen
- Pfeffingen (Albstadt)
- Tailfingen (Albstadt)
- Truchtelfingen